# 16211 Samirsur
16211 Samirsur (2000 CL83) là một tiểu hành tinh vành đai chính được phát hiện ngày 4 tháng 2 năm 2000 bởi nhóm nghiên cứu tiểu hành tinh gần Trái Đất phòng thí nghiệm Lincoln ở Socorro.